# Марийяк, Луиза де
Святая Луи́за де Марийя́к (фр. Louise de Marillac; 12 августа 1591, Альбасете, Кастилия-Ла-Манча, Испания, Королевство Франция или Villa Zarzas, Пикардия, Королевство Франция — 15 марта 1660, Париж, Королевство Франция) — католическая святая, сподвижница святого Викентия де Поля, соосновательница конгрегации дочерей милосердия.

## Биография
Луиза была внебрачной дочерью Луи де Марийяка, члена знатной и влиятельной дворянской семьи. Её брат играл большую роль при дворе королевы Марии Медичи, один дядя стал канцлером, а другой — маршалом Франции. В связи с незаконным рождением была лишена наследства, а после своего повторного брака Луи де Марийяк поместил её на воспитание в доминиканский монастырь в Пуасси, неподалёку от Парижа. В монастыре Луиза получила хорошее образование, большое впечатление на неё произвели труды святой Екатерины Сиенской.
Монастырская жизнь привлекала Луизу, однако её попытки стать монахиней потерпели неудачу, семья настояла на её замужестве. В 1613 году Луиза стала женой Антуана Ле Гра, знатного дворянина, секретаря королевы. В том же году у них родился сын. В 1623 году муж Луизы тяжело заболел и оказался прикованным к постели, Луиза ухаживала за ним в течение двух лет вплоть до его смерти.
После смерти мужа Луиза утвердилась в мысли посвятить жизнь помощи обездоленным. Её духовным наставником в этот период стал Викентий де Поль. Луиза де Марийяк начала активную работу в созданной им женской Ассоциации милосердной помощи нуждающимся. Особый вклад она вносила в дело образования и воспитания девочек-сирот и девочек из бедных семей. В 1633 году она создала в своём парижском особняке приют для обездоленных девушек из провинции, которые стали помогать святой Луизе в её благотворительной деятельности. В том же году по совету и при содействии Викентия де Поля эта община была преобразована в женскую конгрегацию дочерей милосердия, Луиза де Марийяк стала её первой настоятельницей.
До конца жизни святая Луиза руководила созданной ею конгрегацией. Умерла она 15 марта 1660 года в Париже.

## Почитание
Луиза де Марийяк провозглашена блаженной 9 мая 1920 года папой Бенедиктом XV, канонизирована 11 марта 1934 года папой Пием XI. Мощи святой Луизы хранятся в капелле Девы Марии на улице Бак в Париже. День памяти в католической церкви — 15 марта.